# Dwustronna transformacja Laplace’a
Dwustronną transformacją Laplace’a nazywamy jest transformatę całkową podobną do funkcji tworzącej momenty w rachunku prawdopodobieństwa. Dwustronna transformacja Laplace’a jest ściśle związana z transformacją Fouriera, transformacją Mellina i zwykłą (jednostronną) transformacją Laplace’a. Jeśli {\displaystyle f} funkcją określoną liczb rzeczywistych o wartościach w liczbach rzeczywistych lub zespolonych, to dwustronna transformata Laplace’a jest zdefiniowana przez całkę
{\displaystyle {\mathcal {B}}\{f\}(s)=F(s)=\int _{-\infty }^{\infty }e^{-st}f(t)\,dt.}
Powyższa całka jest najczęściej rozumiana jako całka niewłaściwa, która jest zbieżna wtedy i tylko wtedy, gdy zbieżne są obie całki:
{\displaystyle \int _{0}^{\infty }e^{-st}f(t)\,dt,\quad \int _{-\infty }^{0}e^{-st}f(t)\,dt.}
W matematyce czystej argumentem {\displaystyle t} jest zmienna rzeczywista, a transformacje Laplace’a służą do badania tego, w jaki sposób operatory różniczkowe działają na funkcje.
W zastosowaniach naukowych i inżynieryjnych argument {\displaystyle t} często reprezentuje czas, a funkcja {\displaystyle f} często reprezentuje zmienny w czasie sygnał. W takich przypadkach sygnały są przekształcane przez filtry, które działają jak operator matematyczny, ale z pewnymi ograniczeniami – muszą one być przyczynowe, co oznacza, że wynik działania operatora w danym czasie {\displaystyle t} nie może zależeć od zachowania funkcji dla większych {\displaystyle t} (teraźniejszość nie może zależeć od przyszłości).
Podczas pracy z funkcjami czasu {\displaystyle f(t)} nazywane jest reprezentacją sygnału w dziedzinie czasu, podczas gdy {\displaystyle F(s)=\{{\mathcal {B}}f\}(s)} jest nazywana reprezentacją w dziedzinie s (lub dziedzinie Laplace’a albo dziedzinie częstotliwości). Transformacja odwrotna realizuje wówczas syntezę sygnału jako sumę jego składowych częstotliwościowych pobranych ze wszystkich częstotliwości, podczas gdy transformacja prosta realizuje rozkład sygnału na jego składowe częstotliwościowe.

## Związek z innymi transformacjami całkowymi
Jeśli {\displaystyle H} jest funkcją skokową Heaviside’a, to transformację Laplace’a {\displaystyle {\mathcal {L}}} można wyrazić przez dwustronną transformację Laplace’a wzorem
{\displaystyle {\mathcal {L}}\{f\}={\mathcal {B}}\{Hf\}.}
Zachodzi również wzór
{\displaystyle {\mathcal {B}}\{f\}={\mathcal {L}}\{f\}+{\mathcal {L}}\{f\circ m\}\circ m,}
gdzie {\displaystyle m\colon \mathbb {R} \to \mathbb {R} } jest funkcją mnożącą argument przez minus jeden {\displaystyle (m(x)=-x),} a {\displaystyle \circ } oznacza złożenie funkcji. Tym samym dwustronną transformację Laplace’a można wyrazić poprzez jednostronną i odwrotnie.
Transformatę Mellina można wyrazić poprzez dwustronną transformatę Laplace’a wzorem
{\displaystyle {\mathcal {M}}\{f\}={\mathcal {B}}\{f\circ {\exp }\circ m\},}
z {\displaystyle m} jak powyżej, i odwrotnie możemy wyrazić dwustronną transformację Laplace’a transformacją Mellina wzorem
{\displaystyle {\mathcal {B}}\{f\}={\mathcal {M}}\{f\circ m\circ \log \}.}
Transformację Fouriera można również wyrazić poprzez dwustronną transformację Laplace’a; tutaj zamiast tego samego obrazu z różnymi oryginałami mamy ten sam oryginał, ale różne obrazy. Możemy zdefiniować transformatę Fouriera jako
{\displaystyle {\mathcal {F}}\{f(t)\}=F(s=i\omega )=F(\omega ).}
Warto zwrócić uwagę, że definicje transformaty Fouriera różnią się, w szczególności
{\displaystyle {\mathcal {F}}\{f(t)\}=F(s=i\omega )={\frac {1}{\sqrt {2\pi }}}{\mathcal {B}}\{f(t)\}(s)}
jest często używany zamiast poprzedniej wersji. Jeśli chodzi o transformatę Fouriera, możemy również otrzymać dwustronną transformatę Laplace’a poprzez
{\displaystyle {\mathcal {B}}\{f(t)\}(s)={\mathcal {F}}\{f(t)\}(-is).}
Transformacja Fouriera jest zwykle definiowana w taki sposób, że istnieje dla wartości rzeczywistych; powyższa definicja definiuje obraz na pasie {\displaystyle a<\Im (s)<b,} które mogą nie obejmować rzeczywistej osi.
Funkcja tworząca momenty ciągłej funkcji gęstości prawdopodobieństwa {\displaystyle f} może być wyrażona jako {\displaystyle {\mathcal {B}}\{f\}(-s).}

## Własności
Do dowolnych dwóch funkcji {\displaystyle f,g} których dwustronne transformacje Laplace’a {\displaystyle {\mathcal {B}}\{f\},{\mathcal {B}}\{g\}} istnieją, to równość {\displaystyle {\mathcal {B}}\{f\}={\mathcal {B}}\{g\},} czyli {\displaystyle {\mathcal {B}}\{f\}(t)={\mathcal {B}}\{g\}(t)} wszystkich {\displaystyle t\in \mathbb {R} ,} pociąga równość {\displaystyle f=g} prawie wszędzie .
Inna ważna własność to postać transformaty pochodnej, jest podobna do przypadku jednostronnej transformacji Laplace’a, choć z istotną różnicą :
|                  | Dziedzina czasu        | Jednostronna dziedzina częstotliwości | Dwustronna dziedzina częstotliwości |
| ---------------- | ---------------------- | ------------------------------------- | ----------------------------------- |
| Pochodna funkcji | {\displaystyle f'(t)}  | {\displaystyle sF(s)-f(0)}            | {\displaystyle sF(s)}               |
| Druga pochodna   | {\displaystyle f''(t)} | {\displaystyle s^{2}F(s)-sf(0)-f'(0)} | {\displaystyle s^{2}F(s)}           |

## Obszar zbieżności
Wymóg zbieżności całek w definicji transformacji dwustronnej jest dużo mocniejszy, niż w przypadku transformacji jednostronnej. Obszar zbieżności, czyli zbiór {\displaystyle s\in \mathbb {C} ,} dla których całka {\displaystyle \int _{-\infty }^{\infty }f(t)e^{-st}\;dt} istnieje jest istotnie mniejszy w porównaniu z klasyczną transformacją Laplace’a.
Jeśli {\displaystyle f} jest funkcją lokalnie całkowalną (lub bardziej ogólnie – miarą borelowską o wahaniu lokalnie ograniczonym), to transformata Laplace’a {\displaystyle F(s)} funkcji {\displaystyle f} jest dobrze określona, o ile granica
{\displaystyle \lim _{R\to \infty }\int _{0}^{R}f(t)e^{-st}\,dt}
istnieje. Transformata Laplace’a jest zbieżna bezwzględnie, jeśli całka
{\displaystyle \int _{0}^{\infty }\left|f(t)e^{-st}\right|\,dt}
istnieje (jako właściwa całka Lebesgue’a). Przy definicji transformaty Laplace’a zwykle wymagamy, aby odpowiednia całka była warunkowo zbieżna, co oznacza, że jest zbieżna w pierwszym sensie, ale niekoniecznie w drugim.

## Przyczynowość
Dwustronne transformacje nie zachowują przyczynowości, gdyż zależą od całego przebiegu funkcji, a nie od przebiegu do chwili {\displaystyle t.} Mają sens fizyczny, gdy są stosowane do funkcji ogólnych, ale podczas pracy z funkcjami czasu (sygnałami) wygodniejsze są jednostronne transformacje.